# Tigre de Paper Edicions
Tigre de Paper Edicions és una cooperativa editorial de pensament crític, que publica assaig, novel·la i poesia, novel·la gràfica i llibre infantil en català.
En els primers deu anys de vida, l'editorial s'ha especialitzat en assaig havent publicat autories de renom internacional com la teòrica feminista Silvia Federici, la filòsofa Judith Butler, el lingüista Noam Chomsky, l'activista Angela Davis per primera vegada en català, com també la reedició d'El capital de Karl Marx. Tanmateix, ha fet l'aposta d'impulsar autories joves catalanes que creïn i reflexionin des del propi context polític, social i cultural sobre els debats que la societat vindica.

## Història
Nascuda a Manresa el setembre de 2011, ha estat capaç de demostrar un marcat estil propi des d'una narrativa i novel·la crítica, tant d'autor català com d'autor estranger. Forma part de la cooperativa de treballadors Cultura21, empresa de gestió cultural dedicada a diferents espais d'aquest àmbit fundada a Manresa la primavera de 2011, de la qual també sorgeixen projectes com la Fira Literal i Catarsi Magazín. Des dels seus inicis ha apostat per fer-se un lloc en el món editorial amb un treball directe amb els lectors, donant descomptes a les persones membres del Club del Llibre o amb projectes de micromecenatge. El 27 de maig de 2013 comptava amb un centenar de subscripcions i el 22 de març de 2016 amb dues-cents cinquanta.
La guerra just acaba de començar, de Miquel López Crespí, publicat originalment amb l'editorial Llibres Turmeda, guanyà el Premi Ciutat de Manacor de 1973. Harraga, de l'escriptor canari Antonio Lozano, fou guardonat amb el Premi Novelpol de Novel·la Negra de 2003. Escola d'assassins, de Joan Francesc Lino, fou finalista al Premi Ramon Llull de 2007. Altres llibres destacats per l'editorial són Paraules per a Gaeta, de Cesk Freixas, Rebels amb causa. Manifest juvenil contra el poder adult, de diversos autors, i Leila Kalhed. El meu poble viurà, de George Hajjar.